# Omeisàurids
Els omeisàurids (Omeisauridae) constitueixen una família de dinosaures sauròpodes. Es tracta d'una família inactiva, ja que no s'utilitza en les classificacions habituals d'aquests animals. El terme omeisàurid fou proposat, sense arribar a ser definit, per Wilson l'any 2002.